# Метелики (фільм)
«Метелики» — радянсько-польський художній фільм (психологічний детектив), знятий в 1991 році режисером Андрієм Малюковим за сценарієм Олени Райської.

## Сюжет
У старій покинутій «комуналці» зустрічається колишнє подружжя. З'ясовується, що чоловік ховається тут від переслідувачів — бандитів, які полюють за негативами фотографій. На фотографіях — вбивця і грабіжник, який викрав велику антикварну колекцію. Дружина, як виявилося, теж прийшла сюди не випадково — вона коханка ватажка банди, і вбивця підіслав її, щоб викрасти фотоплівку. Однак розговорившись, колишні чоловік і дружина розуміють, що як і раніше люблять один одного і замишляють зухвалий план втечі з обложеної квартири.

## У ролях
- Владімір Длоугі —  Він, фотограф
- Олена Сафонова —  Вона, актриса
- Данієль Ольбрихський —  «Онук», мафіозі
- Марія Виноградова —  Емма Марківна, сусідка в комуналці
- Галина Польських —  мама
- Олена Бушуєва —  жінка в лікарні
- Сергій Галкін — епізод
- Світлана Харитонова —  санітарка в лікарні
- Володимир Майсурадзе — епізод
- Тетяна Махова — епізод
- Ніна Веселовська —  помічниця режисера

## Знімальна група
- Автор сценарію: Олена Райська
- Режисер: Андрій Малюков
- Оператор: Віктор Шейнін
- Художник-постановник: Володимир Постернак
- Композитор: Роман Загороднюк
- Звукорежисер: Ігор Залютаєв
- Монтаж: Ельдар Шахвердієв